# Софіївка (заповідне урочище)
Софі́ївка — заповідне урочище в Україні. Розташоване в межах Ічнянської міської громади Прилуцького району Чернігівської області, при західній околиці міста Ічня.
Площа 25 га. Статус присвоєно згідно з рішенням Чернігівського облвиконкому від 10.06.1972 року № 303; від 27.12.1984 року № 454; від 28.08.1989 року № 164. Перебуває у віданні ДП «Прилуцьке лісове господарство» (Жадьківське л-во, кв. 26, 33).
Статус присвоєно для збереження трьох частин лісового масиву з цінними насадженнями дуба і сосни.
Заповідне урочище «Софіївка» розташоване в межах лісового заказника «Софіївка-Романівщина» і входить до складу Ічнянського національного природного парку.